# Гидаштеу (Муреш)
Гидаштеу (рум. Ghidașteu) насеље је у Румунији у округу Муреш у општини Икланзел. Oпштина се налази на надморској висини од 336 m.

## Становништво
Према подацима из 2002. године у насељу је живело 22 становника, од којих су сви румунске националности.